# Witajcie w Ciężkich Czasach (film)
Witajcie w Ciężkich Czasach (ang. Welcome to Hard Times) – amerykański western z 1967 roku. Adaptacja powieści E.L. Doctorowa o tym samym tytule.

## Treść
Akcja toczy się w niewielkim miasteczku Ciężkie Czasy, na pograniczu USA i Meksyku. Pewnego dnia pojawią się tam bezwzględny bandyta, który plądruje miasteczko i zabija wielu jego mieszkańców. Po wyjeździe bandyty miasteczko powraca do życia pod rządami burmistrza Willa Blue. Jednak bandyta powraca.

## Obsada
- Janice Rule – Molly Riordan
- Henry Fonda – burmistrz Will Blue
- Paul Birch – pan Fee, ojciec Jimmy’ego
- Denver Pyle – Alfie, woźnica
- Aldo Ray – bandyta
- Arlene Golonka – Mae
- Edgar Buchanan – Brown Warren
- Oates Leo – Jenks
- John Anderson – Ezra Maple / Isaac Maple
- Janis Paige – Adah
- Keenan Wynn – Zar
- Alan Baxter – Jack Millay
- Royal Dano – John Bear
- Lon Chaney Jr. – Avery